# じゃんぷ!山口
じゃんぷ!山口（じゃんぷ やまぐち）は、テレビ山口で毎週金曜日19:50 - 19:55に放送されていた山口県の県政広報番組である。
2014年4月時点で、TYSにおける山口県広報番組は『大好き!やまぐち』に改題されており、基本放送時間は火曜日21:54～22:00となっている(改題時期不明)。

## 概要
女子アナウンサー（佐藤けい）によるレポート形式。制作はtysビジョン（V-DRIVE）が担当。

## リンク
- 山口県 県政テレビ番組

| スタブアイコン | サブスタブ | この項目は、まだ閲覧者の調べものの参照としては役立たない、テレビ番組に関連した書きかけの項目です。この項目を加筆・訂正などしてくださる協力者を求めています（P:テレビ/PJ:放送または配信の番組）。 |